# Sumrakov
Sumrakov (německy Sumrakau) je vesnice, část obce Studená v okrese Jindřichův Hradec v Jihočeském kraji. Nachází se asi tři kilometry jihovýchodně od Studené. Je zde evidováno 65 adres. V roce 2011 zde trvale žilo 89 obyvatel.
Sumrakov je také název katastrálního území o rozloze 7,39 km.

## Název
Původní tvar jména vesnice byl Súmrakov a byl odvozen od osobního jména Súmrak totožného s obecným súmrak - "soumrak" (nedaleko se nachází Mrákotín odvozený od osobního jména Mrákota s podobnou motivací). Význam místního jména byl "Súmrakův majetek". Z roku 1580 je doložena podoba Soumrakov. Krátká samohláska v první slabice je vliv německé podoby Sumrakau.

## Historie
První písemná zmínka o vesnici pochází z roku 1365.

## Obyvatelstvo
| Rok            | 1869 | 1880 | 1890 | 1900 | 1910 | 1921 | 1930 | 1950 | 1961 | 1970 | 1980 | 1991 | 2001 | 2011 | 2021 |
| -------------- | ---- | ---- | ---- | ---- | ---- | ---- | ---- | ---- | ---- | ---- | ---- | ---- | ---- | ---- | ---- |
| Počet obyvatel | 285  | 305  | 301  | 292  | 333  | 318  | 286  | 261  | 225  | 181  | 149  | 107  | 109  | 89   | 85   |
| Počet domů     | 48   | 49   | 49   | 49   | 52   | 53   | 59   | 64   | 57   | 55   | 49   | 55   | 58   | 61   | 59   |

## Obecní správa
Při sčítání lidu v letech 1850–1975 Sumrakov byl samostatnou obcí, se kterým patřil nejprve do okresu Dačice, ale od roku 1960 v okrese Jindřichův Hradec. Od 1. ledna 1976 je částí obce Studená v okrese Jindřichův Hradec.

## Pamětihodnosti
- Venkovská usedlost čp. 23 (kulturní památka České republiky)
- Na návsi stojí kostel, kříž a zvonička